# Baron, Gironde
Baron är en kommun i departementet Gironde i regionen Nouvelle-Aquitaine i sydvästra Frankrike. Kommunen ligger i kantonen Branne som tillhör arrondissementet Libourne. År 2022 hade Baron 1 204 invånare.

## Befolkningsutveckling
Antalet invånare i kommunen Baron
Referens:INSEE